# 柴司
柴 司（しば つかさ、弘化元年2月14日（1844年4月1日） - 元治元年6月12日（1864年7月15日））は、江戸時代末期（幕末）の会津藩士。諱は次正（つぐまさ/つぎまさ）、幼名は又四郎（またしろう）。

## 生涯
弘化元年2月14日（1844年4月1日）、父・柴友右衛門次直、母・西郷氏の子として誕生。幾馬次俊、寛次郎次久、外三郎次元の3人の兄がいた。
元治元年（1864年）、京都で発生した池田屋事件の残党探索を行なっていた新選組へ応援として派遣された。同年6月10日、浪士潜伏の情報のあった東山の料亭「明保野亭」に踏み込み、現場にいた土佐藩士・麻田時太郎を負傷させる（明保野亭事件。詳細は同項）。
司の行為は会津藩から正当な職務行為と認定されたが、その後麻田が土佐藩から士道不覚悟として切腹させられたため、土佐藩士の一部が不公平と反発し事態は紛糾、会津藩と土佐藩の衝突になりかねない事態となり、会津藩は苦慮する。柴は会津藩と土佐藩の衝突回避のため、藩より正当行為とされた明保野亭事件の責任を自発的に取る形で自決を決意、6月12日（1864年7月15日）に、兄の介錯で切腹した。享年21（満20歳没）。
法名は、忠信院盡孝刃司居士。彼の忠義に感じた会津藩主・松平容保は、兄・外三郎に禄を与え別家を興させて報いた。

## 墓碑銘について
京都黒谷金戒光明寺の会津墓地にある柴司の墓碑銘には、上記の続柄や事件の経緯とともに「言い伝えによれば、死ぬことが難しいのではなく、立派な態度で死に臨むことが難しいという。柴司などは、本当に立派な態度で死を迎えた者だというべきだろう」、「もし柴司が6月12日に死ぬことなく、禁門の変に参戦していたなら、どれだけ活躍したであろうか。これはとても残念なことである」とその死を惜しまれている。